# Après la répétition
Pour plus de détails, voir Fiche technique et Distribution.
Après la répétition (Efter repetitionen) est un drame d'Ingmar Bergman sorti le 9 avril 1984.

## Synopsis
Henrik Vogler est un directeur de théâtre, raisonnable, mais exigeant. Après les répétitions de la pièce Le Songe d'August Strindberg, alors que les acteurs sont partis, il reste seul au théâtre pour penser aux scènes, et se les imaginer.
Un jour, Anna, une actrice, revient chercher un bracelet oublié. Cette femme était devenue au long des années la meilleure actrice de la société de production de Henrik. Entre eux deux, des sentiments vont naître, malgré la différence d'âge.

## Fiche technique
- Titre original : Efter repetitionen
- Titre français : Après la répétition
- Réalisation : Ingmar Bergman
- Scénario : Ingmar Bergman
- Production : Jörn Donner
- Sociétés de production : Cinematograph AB et Personafilm
- Photographie : Sven Nykvist
- Montage : Sylvia Ingemarsson
- Genre : Drame
- Durée : 70 minutes
- Tourné en Suisse
- Format : Couleur - mono
- Dates de sortie :
  -  Suisse : 9 avril 1984
  -  États-Unis : 21 juin 1984
  -  Finlande : 11 juillet 1986

## Distribution
- Erland Josephson : Henrik Vogler
- Ingrid Thulin : Rakel Egerman
- Lena Olin : Anna Egerman
- Nadja Palmstjerna-Weiss : Anna Egerman (jeune)
- Bertil Guve : Henrik Vogler (jeune)